# Bouillette (pêche)
Pour les articles homonymes, voir Bouillette.

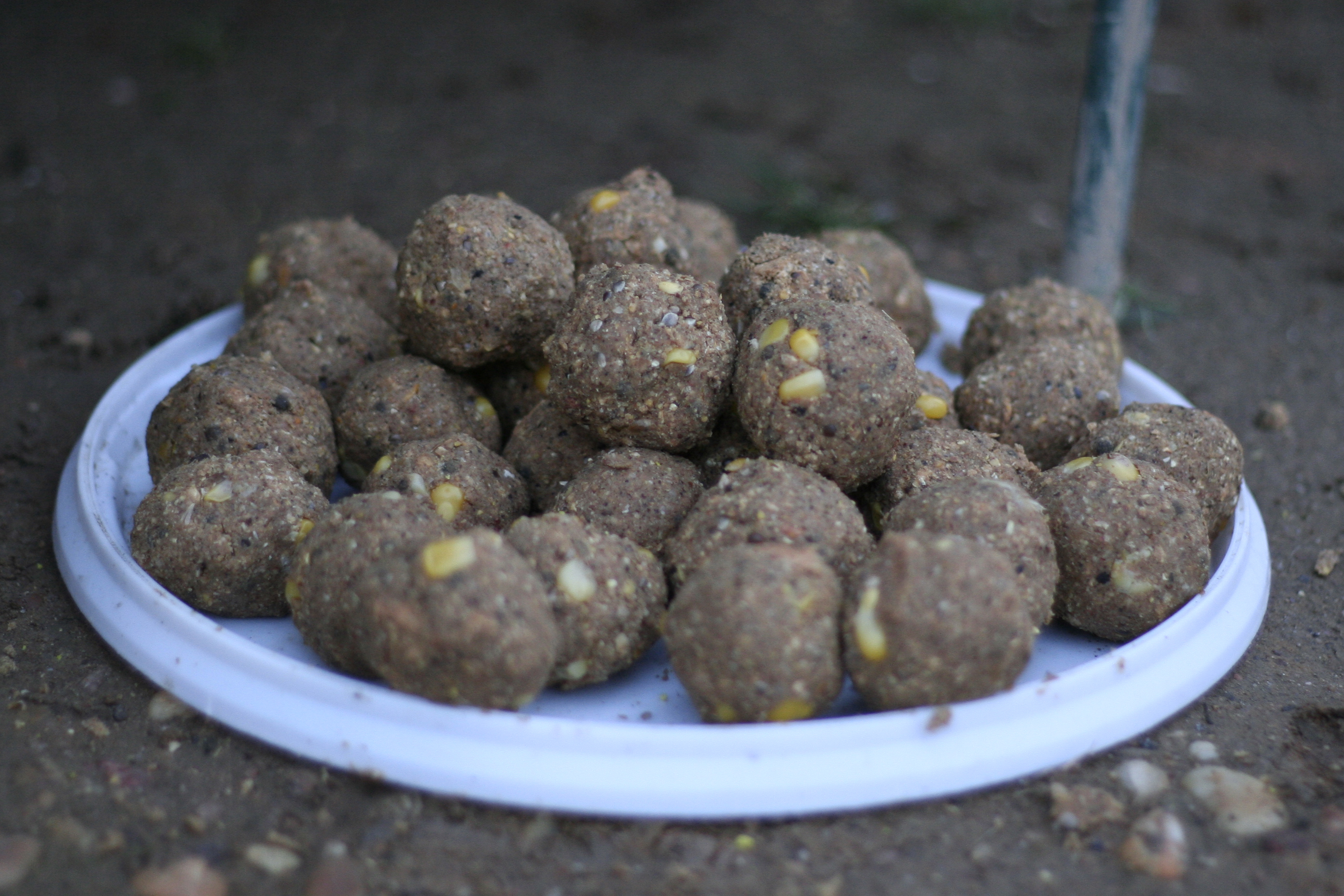
Bouillettes.

Une bouillette ou boule d'amorce est une amorce (type d'appât) utilisé pour la pêche de la carpe. Il a la forme d'une bille qui peut avoir différents diamètres et surtout différents goûts selon la saison. La taille des bouillettes varie entre 10 mm et 40 mm. Cependant les tailles standards sont plutôt 15 mm et 20 mm.
Il existe des bouillettes :
- Fruitées (goût fraise, ananas, banane, etc.)
- Carnées (goût sang, viande, foie, etc.)
- Crémeuses (goût chocolat, vanille, caramel, chocolat blanc, etc.)
- Poissons (goût monster crab, redfish, caviar, écrevisse, etc.)

On peut aussi trouver des billes nature ou des billes que l'on peut personnaliser.
Il existe aussi les bouillettes flottantes plus communément appelées par les carpistes (pêcheurs de carpe) "pop-ups" qui ont les mêmes caractéristiques que les bouillettes normales sauf qu'elles flottent dans l'eau. La carpe, curieuse de nature, sera plus attirée par ce type de bouillette.
Les ingrédients les plus utilisés pour la confection des bouillettes :
- Farine de maïs
- Farine de soja
- Semoule de blé dur
- Farine de blé
- Farine de lin
- Farine de poisson
- Farine d'arachide
- Farine de riz
- Caséine
- Œufs

Quelques adjuvants :
- Viandox
- Huile de sésame
- Huile végétales mélangées
- Sel
- Poivre moulu
- Ail en poudre

## Fabrication d'une bouillette
Pour fabriquer une bouillette, il va falloir créer un mix il va falloir prendre plusieurs farines comme de la farine de maïs, de blé ou de poissons. Une fois mélangé avec les œufs vous allez obtenir une pâte qui va falloir rouler en boudin.

## Roulage
Pour faire du roulage de bouillette, vous allez devoir utiliser un pistolet à bouillette qui vous permettra de sortir des boudins. Puis avec une table à rouler d'un certain diamètre, vous allez mettre votre boudin dans la table à bouillette et faire des allers-retours afin que le boudin se transforme en bille.

## Cuisson
Dès que vous avez rouler vos bouillettes avec la table à rouler, il va falloir faire la cuisson de vos bouillettes. Pour cette opération rien de sorcier, vous devez plongez vos bouillettes dans l'eau frémissante. Vos billes vont couler au fond. Une fois qu'elles remontent à la surface, c'est qu'elles sont cuites. Vous pouvez les retirer et les faire sécher dans un endroit aéré et pas humide.